# Lagarrigue, Tarn
Lagarrigue är en kommun i departementet Tarn i regionen Occitanien i södra Frankrike. Kommunen ligger i kantonen Labruguière som tillhör arrondissementet Castres. År 2022 hade Lagarrigue 1 786 invånare.

## Befolkningsutveckling
Antalet invånare i kommunen Lagarrigue
| Referens: INSEE |